# East Lynne (film, 1931)
Pour les articles homonymes, voir East Lynne.
Pour plus de détails, voir Fiche technique et Distribution.
East Lynne est un film américain réalisé par Frank Lloyd, sorti en 1931.

## Synopsis
La femme d'un homme riche et ennuyeux aspire à une vie plus intéressante. Issue de la noblesse, sa solution mène au scandale, à la ruine et à un étrange dénouement....

## Fiche technique
- Titre : East Lynne
- Réalisation : Frank Lloyd
- Scénario : Tom Barry et Bradley King d'après le roman de Henry Wood
- Musique : Richard Fall
- Photographie : John F. Seitz
- Costumes : Sophie Wachner
- Pays d'origine : États-Unis
- Format : Noir et blanc - Mono
- Genre : Drame
- Durée : 102 minutes
- Date de sortie : 1931

## Distribution
- Ann Harding : Lady Isabella
- Clive Brook : Capitaine William Levison
- Conrad Nagel : Robert Carlyle
- Cecilia Loftus : Cornelia Carlyle
- Beryl Mercer : Joyce
- Wally Albright : William Levison enfant
- O. P. Heggie : Lord Mount Severn